# Seinura oliveirae
Seinura oliveirae är en rundmaskart. Seinura oliveirae ingår i släktet Seinura och familjen Aphelenchidae. Inga underarter finns listade i Catalogue of Life.